# Финляндская марка
Финля́ндская ма́рка (фин. markka, mk, швед. mark) — национальная валюта Финляндии до перехода на евро в 2002 году. Код валюты по ISO 4217: буквенный — FIM, цифровой — 246. Одна марка делилась на 100 пенни (фин. и швед. penni, p,).

## Предыстория
Первыми монетами в Финляндии были римские монеты. Во время завоевательных походов викингов на эту территорию попало большое количество арабских, византийских и германских монет. Когда Финляндия входила в состав Швеции, в ходу были шведские риксдалеры. Во время русско-шведских войн использовались денежные знаки обеих стран, а с 1809 года, когда Россия завоевала территорию Финляндии, — только рубль.

## Марка Великого княжества Финляндского

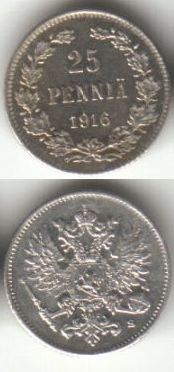
25 пенни 1916 года

4 апреля 1860 года по указу императора Александра II на территории Великого Княжества Финляндского была введена собственная валюта — марка, с разменной единицей пенни. Известно, что финская марка стала первой валютой с таким названием, оно было предложено Элиасом Леннротом, известным лингвистом. Разменная единица стала называться пенни от финского слова pieni - маленький. 
Первоначально марка была равна четверти российского рубля. 7 ноября 1865 года марка была отделена от рубля и привязана к международному серебряному стандарту. Известно, что для обеспечения марки был взят крупный кредит в банке Ротшильда.

Происходила чеканка монет номиналами: 1 пенни, 5 пенни, 10 пенни, 25 пенни, 50 пенни, 1 марка, 2 марки, 10 марок, 20 марок. 1 и 2 марки чеканились из серебра 868 пробы, 25 и 50 пенни из серебра 750 пробы, начиная с 10 пенни монеты чеканились из меди. Дизайн монет был в целом схож с общеимперскими, хотя изображение Георгия Победоносца на груди орла было заменено гербом Великого Княжества Финляндского. На монетах в 1 и 2 марки находилась надпись о пробе и массе металла "94.48 KAPPALETTA NAULASTA SELWÄÄ HOPEATA", для 1 марки , то есть чеканка 94.48 монет из фунта серебра 868 пробы и "47.24 KAPPALETTA NAULASTA SELWÄÄ HOPEATA" , для двух марок. Чеканка монет всех номиналов осуществлялась Монетным двором Финляндии.  
В 1862 году начался выпуск банкнот. В 1878 году был принят золотой стандарт. Содержание марки было установлено на уровне французского франка — 0,290323 г чистого золота. Золотой стандарт действовал до начала Первой мировой войны.
В 1908 году была прекращена чеканка монет в 2 марки. В 1917 году финские монеты выпускались с двуглавым орлом изменённого дизайна. В отличие от собственно России (в составе которой Финляндия продолжала числиться как автономия), дизайн орла не совпадал с гербом Временного правительства, а был прежним орлом, но без корон на голове. Также, прекратилась чеканка всех серебряных и золотых монет, исключая 25 и 50 пенни.

## 1-я марка независимой Финляндии

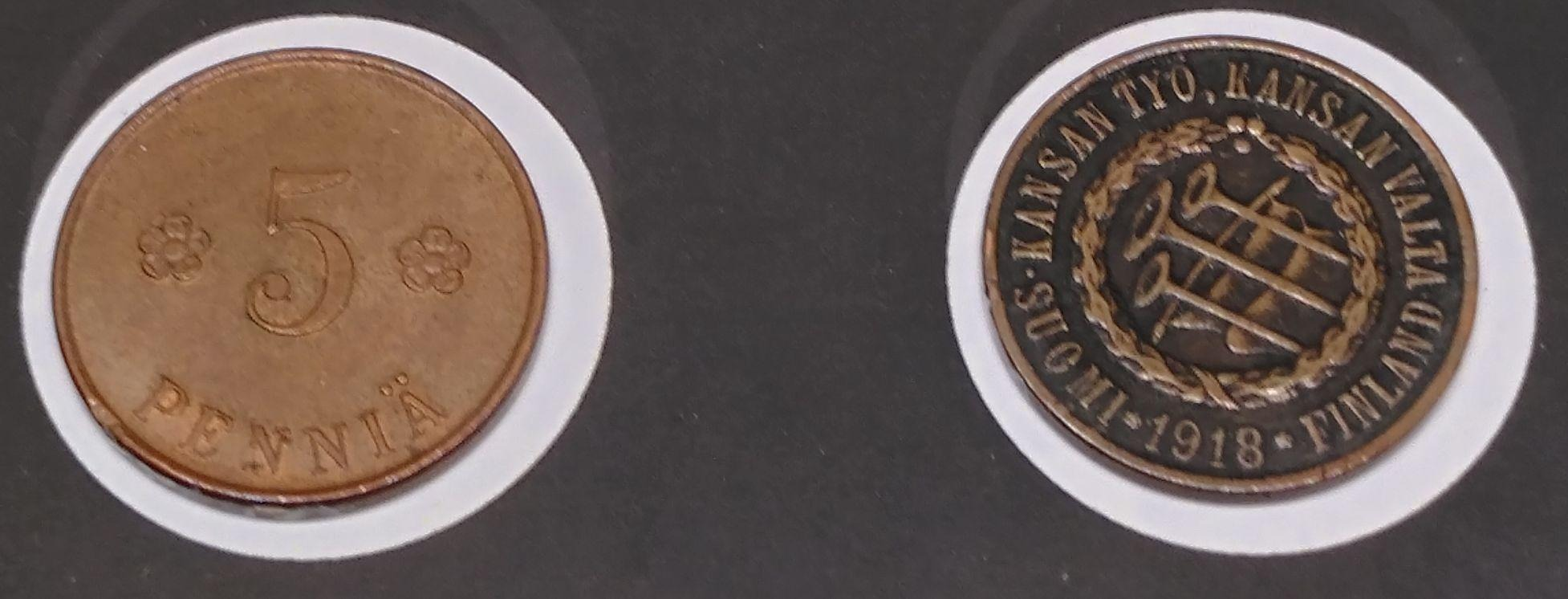
5 пенни первого выпуска

В 1917 году Финляндия была провозглашена независимым государством в оборот стали поступать монеты номиналом от 1 до 10 пенни и банкноты от 25 пенни до 1000 марок. С 1921 года в обороте появились мельхиоровые монеты номиналом в 25, 50 пенни и 1 марку, а в 1928-1931 году – монеты из алюминиевой бронзы - 5, 10 и 20 марок. 

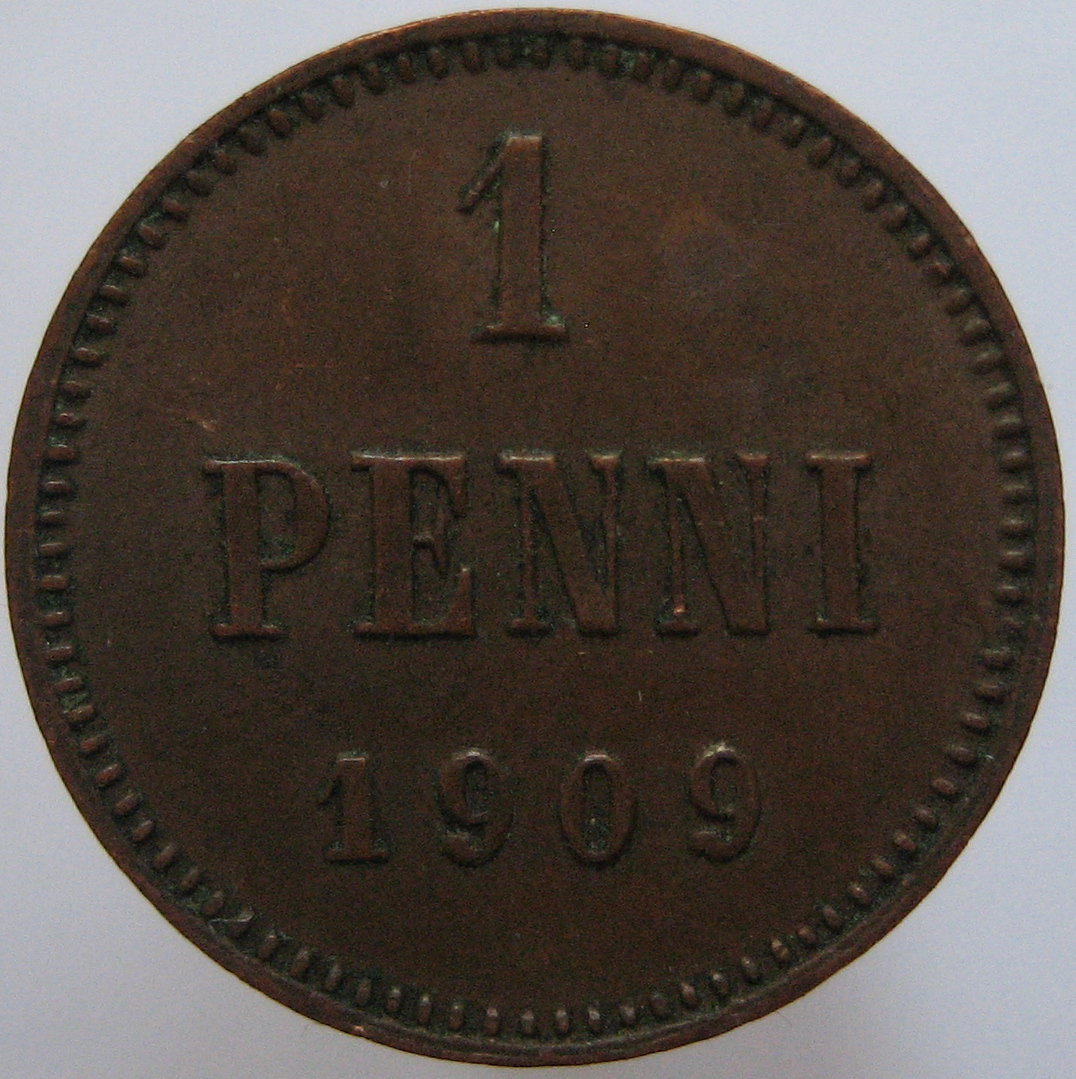
1 пенни 1909 года

## 2-я марка независимой Финляндии

### Реформа 1946 года
Вторая мировая война и последовавшая из-за нее гиперинфляция нанесли финской марке огромный урон. Монеты чеканились с большим отверстием посередине для экономии металла. 1 финская послевоенная марка составляла около 1/100 от царской или послереволюционной.
В начале 1946 года все старые банкноты обменивались на новые, причём из номиналов 500 марок и более половина была обращена в государственный заём. Монеты остались в обращении. Выпускались золотые монеты номиналом в 100 и 200 марок.

## 3-я марка
В 1963 году была проведена деноминация финляндской валюты, сто старых марок обменивалась на одну новую. Однако, даже это не спасло финскую марку и девальвации проходили в течение 20 лет. 

### Монеты
Монеты нового выпуска имели тот же дизайн, что и монеты последнего выпуска 2-й марки, но с новыми номиналами (то есть 1 пенни вместо 1 марки, и т. п.). Номинал новых монет был от 1 пенни до 1 марки.
С 1969 года по начало 1980-х годов были выпущены новые монеты разных номиналов с тем же дизайном, но из более дешёвых металлов. С 1970-х годов в обороте появляются монеты с крупными номиналами (5, 10 марок).
В 1980-е годы была выпущена новая серия из ещё более дешёвых металлов, и с монетами меньшего размера ввиду инфляции. В этой серии уже не было номиналов в 1 и 5 пенни. Часть монет была биметаллической.
Денежные знаки последнего перед введением евро выпуска включали:  монеты — 10, 50 пенни, 1, 5, 10 марок.  банкноты — 10, 20, 50, 100, 500, 1000 марок.

### Памятные монеты
С 1951 по 2001 год Монетный двор Финляндии выпустил 43 коллекционные монеты номиналом от 1 до 2 000 марок.

### Банкноты
Последняя серия финских банкнот была разработана в 1980-х годах финским дизайнером Эриком Брууном и выпущена в обращение в 1986 году.
| Номинал    | Вид                  | Вид                  | Цвет              | Реверс                                                              | Аверс                           |
| ---------- | -------------------- | -------------------- | ----------------- | ------------------------------------------------------------------- | ------------------------------- |
| 10 марок   | 10 markkaa reverse   | 10 markkaa reverse   | Голубой           | Пааво Нурми (1897—1973), олимпийский чемпион                        | Олимпийский стадион в Хельсинки |
| 20 марок   | 20 markkaa reverse   | 20 markkaa reverse   | Синий, зелёный    | Вяйнё Линна (1920—1992), писатель                                   | Мост в Таммеркоски              |
| 50 марок   | 50 markkaa reverse   | 50 markkaa reverse   | Коричневый        | Алвар Аалто (1898—1976), архитектор                                 | Дворец «Финляндия»              |
| 100 марок  | 100 markkaa reverse  | 100 markkaa reverse  | Зелёный           | Ян Сибелиус (1865—1957), композитор                                 | Лебеди                          |
| 500 марок  | 500 markkaa reverse  | 500 markkaa reverse  | Красный           | Элиас Лённрот (1802—1884), собиратель Калевала                      | Лесная пешеходная тропа         |
| 1000 марок | 1000 markkaa reverse | 1000 markkaa reverse | Синий, фиолетовый | Андерс Чюдениус (1729—1803), государственный и политический деятель | Крепость Суоменлинна            |

## Переход на евро
11 стран Евросоюза решили поменять свои национальные валюты на евро. С 1 января 1999 года были зафиксированы курсы обмена этих валют на евро. Для Финляндии курс составил 1 евро к 5,94573 финляндским маркам.
С 1 января 2002 в этих странах были введены в наличное обращение монеты и банкноты евро. В Финляндии переходный период, когда наравне с новой валютой принимались также и марки, закончился 28 февраля 2002 года, и с 1 марта единственным платёжным средством на территории страны стал евро. До 29 февраля 2012 года финляндские марки можно было обменять на евро в Банке Финляндии.